# (24673) 1989 SB1
1989 أس بي 1 (ويعرف أيضًا باسم (24673) 1989 أس بي 1 وفق تسمية الكوكب الصغير) (بالإنجليزية: 1989 SB1)‏ هو كويكب ضمن حزام الكويكبات؛ وترتيبه 24673 من حيث الاكتشاف.
اكتُشف هذا الجُرم الفلكي بواسطة Kin Endate ‏ في 28 سبتمبر 1989.

## وصلات خارجية
- (24673) 1989 SB1 في قاعدة بيانات مختبر الدفع النفاث لأجرام النظام الشمسي الصغيرة

- الاكتشاف · مخطط المدار ·  العناصر المدارية · المعلمات المادية

- (24673) 1989 SB1 على موقع ويكي سكاي: DSS2, SDSS, GALEX, IRAS, Hydrogen α, X-Ray, Astrophoto, Sky Map, Articles and images